# 穆瓦迪约-代图尔布
穆瓦迪约-代图尔布（法語：Moidieu-Détourbe，法語發音：[mwadjø detuʁb]）是法国伊泽尔省的一个市镇，属于维埃纳区。

## 地理
穆瓦迪约-代图尔布（45°30'43"N, 5°0'58"E）面积18.04 平方千米，位于法国奥弗涅-罗讷-阿尔卑斯大区伊泽尔省，该省份为法国东南部内陆省份，北起顺时针与安省、萨瓦省、上阿尔卑斯省、德龙省、阿尔代什省、卢瓦尔省和罗讷省。
与穆瓦迪约-代图尔布接壤的市镇（或旧市镇、城区）包括：萨瓦-梅潘、塞普泰姆、埃斯特拉布兰、埃赞皮内、瓦蒂耶圣奥布拉、圣乔治代斯佩朗什。
穆瓦迪约-代图尔布的时区为UTC+01:00、UTC+02:00（夏令时）。

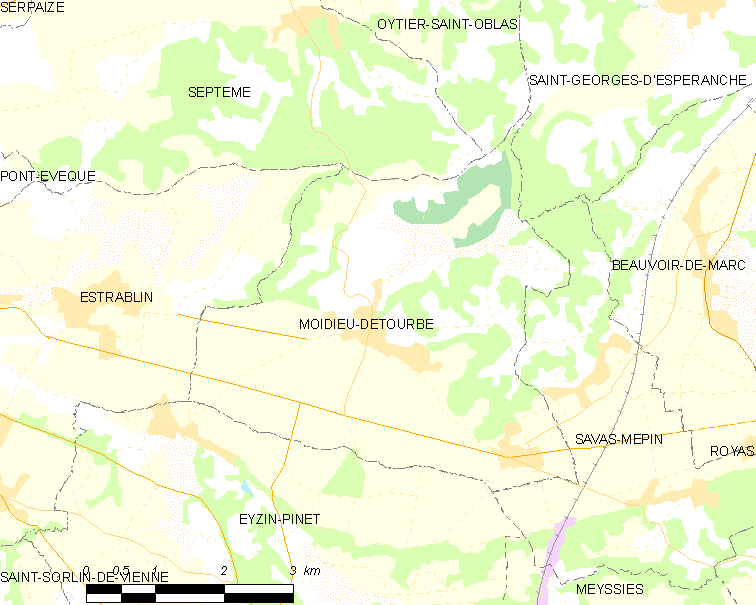
穆瓦迪约-代图尔布的OSM定位图

## 行政
穆瓦迪约-代图尔布的邮政编码为38440，INSEE市镇编码为38238。

## 政治
穆瓦迪约-代图尔布所属的省级选区为维埃纳第一县。

## 人口

1962-2008年间穆瓦迪约-代图尔布人口变化图示

穆瓦迪约-代图尔布于2022年1月1日时的人口数量为1971人。